# Oleria placidina
Oleria placidina is een vlinder uit de familie Nymphalidae. De wetenschappelijke naam van de soort is voor het eerst geldig gepubliceerd in 1964 door Ferreira D'Almeida.